# 日夫兰
日夫兰（法語：Givrins）是瑞士联邦西部法语区的沃州下设的一个镇。在行政上属于尼永区管辖。日夫兰的总面积为3.97平方公里。截至2010年底，总人口为963。